# Tournoi d'ouverture du championnat du Chili de football 2008
Navigation
Tournoi précédent Tournoi suivant
Le tournoi d'ouverture de la saison 2008 du Championnat du Chili de football est le premier tournoi de la soixante-seizième édition du championnat de première division au Chili. 
La saison sportive est scindée en deux tournois saisonniers, Ouverture et Clôture, qui décerne chacun un titre de champion. Le fonctionnement de chaque tournoi est le même ; une première phase voit les équipes réparties en quatre poules où elles affrontent les autres équipes une seule fois, dix équipes se qualifient pour la seconde phase, jouée en matchs à élimination directe. Le vainqueur du tournoi d'Ouverture se qualifie pour la Copa Libertadores 2009 et est protégé de la relégation en fin de saison, tout comme le finaliste.
La relégation est décidée à l'issue du tournoi de Clôture. Un classement cumulé des deux tournois est effectué et les deux derniers de ce classement sont relégués et remplacés par les deux meilleures équipes de Segunda Division, la deuxième division chilienne.
C'est le CD Everton de Viña del Mar qui remporte le tournoi après avoir battu en finale le quadruple tenant du titre, Colo Colo. C'est le quatrième titre de champion du Chili de l'histoire du club, le premier titre depuis 1976.

## Les clubs participants
| - Colo Colo - CD Universidad Católica - CF Universidad de Chile - Deportes Melipilla - Provincial Osorno - Promu de Segunda División - Deportivo Ñublense - Club de Deportes Cobreloa - Club Deportivo Huachipato - CD Everton de Viña del Mar - Club Deportivo O'Higgins | - Club de Deportes Cobresal - Unión Española - Club de Deportes Antofagasta - Audax Italiano - Club Deportivo Palestino - CSD Rangers - Promu de Segunda División - Deportes La Serena - Club Deportes Concepción - CD Universidad de Concepción - CD Santiago Morning - Promu de Segunda División |

## Compétition
Le barème utilisé pour établir le classement est le suivant :
- Victoire : 3 points
- Match nul : 1 point
- Défaite : 0 point

### Première phase
Les deux premiers de chaque poule se qualifient pour la seconde phase. Si un troisième, voire un quatrième termine avec un meilleur total de points que le moins bon deuxième, ils disputent un tour préliminaire.
| Rang | Équipe                     | Pts | J  | G  | N | P | Bp | Bc | Diff |
| ---- | -------------------------- | --- | -- | -- | - | - | -- | -- | ---- |
| 1    | Audax Italiano             | 34  | 19 | 11 | 1 | 7 | 35 | 25 | +10  |
| 2    | CD Everton de Viña del Mar | 32  | 19 | 10 | 2 | 7 | 34 | 30 | +4   |
| 3    | Club de Deportes Cobresal  | 31  | 19 | 9  | 4 | 6 | 35 | 26 | +9   |
| 4    | Club Deportivo Huachipato  | 27  | 19 | 7  | 6 | 6 | 29 | 29 | 0    |
| 5    | Unión Española             | 24  | 19 | 7  | 3 | 9 | 20 | 27 | -7   |

| Rang | Équipe                   | Pts | J  | G  | N | P | Bp | Bc | Diff |
| ---- | ------------------------ | --- | -- | -- | - | - | -- | -- | ---- |
| 1    | Club Deportivo O'Higgins | 36  | 19 | 10 | 6 | 3 | 30 | 17 | +13  |
| 2    | CF Universidad de Chile  | 30  | 19 | 9  | 3 | 7 | 28 | 23 | +5   |
| 3    | CD Santiago MorningP     | 30  | 19 | 9  | 3 | 7 | 35 | 42 | -7   |
| 4    | Deportes La Serena       | 26  | 19 | 7  | 5 | 7 | 29 | 29 | 0    |
| 5    | Club Deportivo Palestino | 24  | 19 | 7  | 3 | 9 | 28 | 27 | +1   |

|  | Qualification pour la seconde phase               |
|  | T : Tenant du titre P : Promu de Segunda Division |

| Rang | Équipe                       | Pts | J  | G | N | P  | Bp | Bc | Diff |
| ---- | ---------------------------- | --- | -- | - | - | -- | -- | -- | ---- |
| 1    | Colo ColoT                   | 27  | 19 | 7 | 6 | 6  | 35 | 29 | +6   |
| 2    | Club de Deportes Cobreloa    | 23  | 19 | 6 | 5 | 8  | 25 | 29 | -4   |
| 3    | Club de Deportes Antofagasta | 17  | 19 | 4 | 5 | 10 | 16 | 29 | -13  |
| 4    | Provincial OsornoP           | 16  | 19 | 5 | 1 | 13 | 19 | 38 | -19  |
| 5    | Deportes Melipilla           | 10  | 19 | 3 | 1 | 15 | 22 | 40 | -18  |

| Rang | Équipe                       | Pts | J  | G  | N | P  | Bp | Bc | Diff |
| ---- | ---------------------------- | --- | -- | -- | - | -- | -- | -- | ---- |
| 1    | Deportivo Ñublense           | 41  | 19 | 12 | 5 | 2  | 28 | 14 | +14  |
| 2    | CD Universidad Católica      | 36  | 19 | 11 | 3 | 5  | 37 | 19 | +18  |
| 3    | CSD RangersP                 | 24  | 19 | 6  | 6 | 7  | 23 | 25 | -2   |
| 4    | CD Universidad de Concepción | 21  | 19 | 6  | 3 | 10 | 27 | 33 | -6   |
| 5    | Club Deportes Concepción -12 | 12  | 19 | 7  | 3 | 9  | 33 | 37 | -4   |

- Le Deportivo Ñublense et le CD Universidad Católica obtiennent leur qualification pour la Copa Sudamericana 2008 en tant que meilleurs premier et deuxième de la première phase, tous groupes confondus.
- Le Club Deportes Concepción reçoit une pénalité de 12 points pour une inscription irrégulière de joueurs lors de la rencontre face au CD Santiago Morning.

### Seconde phase
Tour préliminaire :
| Équipe 1                  | Résultat      | Équipe 2                  |
| ------------------------- | ------------- | ------------------------- |
| Club de Deportes Cobresal | 2 - 2 2-4 tab | Club de Deportes Cobreloa |

Quarts de finale :
| Équipe 1                   | Résultat | Équipe 2                 | Aller | Retour |
| -------------------------- | -------- | ------------------------ | ----- | ------ |
| CD Everton de Viña del Mar | 4 - 4e   | Audax Italiano           | 0 - 3 | 4 - 1  |
| Colo Colo                  | 4 - 2    | CD Universidad Católica  | 3 - 1 | 1 - 1  |
| Club de Deportes Cobreloa  | 1 - 2    | Deportivo Ñublense       | 0 - 0 | 1 - 2  |
| CF Universidad de Chile    | 6 - 3    | Club Deportivo O'Higgins | 4 - 2 | 2 - 1  |

Demi-finales :
| Équipe 1                | Résultat | Équipe 2                   | Aller | Retour |
| ----------------------- | -------- | -------------------------- | ----- | ------ |
| CF Universidad de Chile | 2 - 4    | CD Everton de Viña del Mar | 1 - 3 | 1 - 1  |
| Colo Colo               | 2e - 2   | Deportivo Ñublense         | 0 - 1 | 2 - 1  |

Finale :
| 28 mai 2008 | Colo Colo                  | 2 - 0 | CD Everton de Viña del Mar | Estadio Monumental, Santiago du Chili       |                                             |
|             | Barrios 85e · Fierro 90+2e |       |                            | Spectateurs : 40 000 Arbitrage : Pablo Pozo | Spectateurs : 40 000 Arbitrage : Pablo Pozo |

| 3 juin 2008 | CD Everton de Viña del Mar      | 3 - 0 | Colo Colo | Estadio Sausalito, Viña del Mar               |                                               |
|             | Miralles 49e, 77e · Riveros 70e |       |           | Spectateurs : 19 000 Arbitrage : Rubén Selman | Spectateurs : 19 000 Arbitrage : Rubén Selman |

## Bilan du tournoi
| Championnat du Chili de football 2008 |                                       |
| Champion                              | CD Everton de Viña del Mar (4e titre) |
| Qualifications continentales          |                                       |
| Copa Libertadores 2009                | CD Everton de Viña del Mar            |
| Copa Sudamericana 2008                | Deportivo Ñublense                    |
| Copa Sudamericana 2008                | CD Universidad Católica               |
| Promotions et relégations             |                                       |
| Promus en Primera División            | Aucun                                 |
| Relégués en Segunda División          | Aucun                                 |